# 20 Now
20 Now è il quarto album del gruppo musicale italiano Sine Frontera, pubblicato nel giugno 2009.

## Descrizione
Rispetto al passato, le canzoni si allontanano leggermente dall'impronta folkloristica ed irlandese che aveva contraddistinto i precedenti lavori, senza però perdere il carattere locale della band (che utilizza il dialetto mantovano in alcuni brani).
20 Now Presenta contesti musicali e testuali di richiamo a luoghi e culture diverse: l'America (latina e non), l'europa dell'est, le atmosfere spagnole delle chitarre flamenco, etc.
L'album esce nel giugno 2009, ma la distribuzione effettiva è stata fatta coincidere con il ventennale della caduta del muro di Berlino (avvenimento da cui il nome stesso dell'album), quindi ritardata di qualche mese.
Viene girato anche un videoclip sulla traccia 20 Now.

## Tracce
1. Contaminaciòn (Resta, Ferrari)
2. C'è chi crede che (Resta, Angiuli)
3. 20 Now (Resta, Ferrari)
4. Il poeta (Resta, Ferrari, Rebucci)
5. Luce negli occhi (Resta, Ferrari)
6. Tabor (Resta, Ferrari)
7. Mefisto (Resta, Ferrari, Angiuli, Rebucci)
8. Polvere e pazienza
9. La carovana (Resta, Ferrari, Rebucci)
10. Tempo al tempo (Resta, Rebucci, Angiuli)
11. Sacco e Vanzetti (Giovanna Daffini)
12. Tziganojka (traduzione Gitana)

## Musicisti
Il gruppo:
- Antonio Resta – voce
- Simone Rebucci – chitarra solista, voce
- Fabio Ferrari – basso elettrico
- Marco Ferrari – fisarmonica
- Daniel Horacio Crocco – batteria
- Simone Dalmaschio – percussioni, voce
- Simone Angiuli – violino

Collaboratori:
- Franco Tidona - Chitarra classica in "Polvere e Pazienza"
- Paolo Varoli - Chitarra in "Polvere e Pazienza"
- David Zivzivadze voce in "Tziganojka"